# The Brutalist
The Brutalist è un film del 2024 diretto da Brady Corbet.

## Trama

### Primo tempo:L'enigma dell'arrivo
Nel 1947, l'ebreo ungherese László Tóth, scampato a Buchenwald, emigra negli Stati Uniti. L'Olocausto l'ha separato dalla moglie Erzsébet, che a lungo aveva creduto morta a Dachau e ora invece gli scrive da un campo profughi dell'Armata Rossa promettendogli di riabbracciarlo non appena otterrà anche lei il visto. Stimato architetto del Bauhaus prima dell'ascesa del nazismo, László va a vivere a Filadelfia dal cugino Attila Molnár, immigrato prima della guerra e assimilatosi alla gente del posto, anglicizzando il suo cognome in Miller e sposando la cattolica Audrey. Per dargli una mano, Attila gli trova lavoro nel suo negozio di mobili, dove László si cimenta, con perplessità da parte di Audrey, in piccoli progetti di design d'interni in cui dà prova delle sue nuove sensibilità brutaliste nate dall'esperienza dell'Olocausto, mentre le Nazioni Unite ratificano il piano di partizione della Palestina.
Nel frattempo, László stringe amicizia con Gordon, un senzatetto nero con un figlio a carico. La grande occasione per i due cugini sembra arrivare quando Harry Lee Van Buren, giovane rampollo del magnate Harrison, gli chiede di ristrutturare lo studiolo del padre nella sua tenuta a Doylestown per fare una sorpresa a quest'ultimo. Impiegando anche Gordon come manovale, László rinnova l'ambiente da cima a fondo, trasformando l'angusto studiolo in uno spazio arioso e austero tramite l'uso di librerie a scomparsa. Tuttavia, Harrison rincasa prima del previsto e, trovando la villa messa a soqquadro da degli sconosciuti, si infuria e li caccia via prima che possano finire il lavoro. Vista la mala parata, Harry si rifiuta di pagare Attila per le costose migliorie che László l'aveva convinto ad apportare. A peggiorare le cose, Audrey, che non sopporta più quel forestiero che turba la loro esistenza borghese, convince il marito di essere stata insidiata da László, che viene cacciato di casa dal cugino.
Tre anni dopo, László è diventato un eroinomane che vive in un dormitorio assieme a Gordon e si mantiene spalando carbone. Un giorno, riceve la visita di Harrison, che si scusa per quanto accaduto e lo paga per il lavoro; dopo che il suo nuovo studiolo è diventato all'ultimo grido tra l'alta società, l'uomo si è informato sul conto di László, scoprendo il suo illustre passato in Europa. Lo invita a un ricevimento nella sua villa, dove lo presenta a tutta la famiglia e gli commissiona un ambizioso progetto con cui lasciare un'eredità come architetto: un monumentale centro ricreativo polivalente intitolato alla memoria di sua madre e costruito senza badare a spese lì a Doylestown. László accetta, ma deve combattere contro lo scetticismo dei cittadini per poter costruire l'Istituto Van Buren in calcestruzzo a nudo, anziché con materiali più pregiati. Mentre cominciano i lavori, riceve da Erzsébet la notizia che lo raggiungerà presto negli Stati Uniti grazie all'intercessione degli influenti Van Buren.

### Secondo tempo:Il nocciolo duro della bellezza
Nel 1953, László può finalmente riabbracciare Erzsébet, accompagnata dalla nipote adolescente Zsófia, rimasta orfana. Scopre però che, a causa delle sofferenze patite in guerra, Erzsébet è ridotta in sedia a rotelle dall'osteoporosi causata dalla denutrizione, mentre Zsófia ha smesso di parlare. I tre si stabiliscono in una casa accanto al cantiere, dove intanto i lavori proseguono, non senza difficoltà: dopo aver scoperto che l'appaltatore dei Van Buren ha apportato delle modifiche al progetto per rientrare nei costi, László decide di devolvere il suo stipendio alla realizzazione dell'Istituto secondo il progetto originale.
Le sue scelte creative, persino la bizzarra aggiunta di un sistema di gallerie sotterraneo, vengono difese da Harrison, che lo trova una compagnia intellettualmente stimolante fra tanti lacchè intimoriti dalla sua fortuna, ma spesso si stanca di questo suo "passatempo colto" e lo sottopone, come anche Harry, a crudeli esternazioni xenofobe e classiste, forte della sua posizione di potere. Il giorno dell'inaugurazione ufficiale del cantiere, Harry molesta Zsófia e informa László che è a malapena tollerato lì. Quando un treno che trasportava materiali di costruzione deraglia, uccidendo dei macchinisti, Harrison decide di averne abbastanza e annuncia la chiusura del cantiere, nonostante le proteste di László.
Nel 1958, i Tóth si sono trasferiti a New York, dove László lavora come progettista in uno studio ed Erzsébet scrive per una rubrica giornalistica. Zsófia, che ha ricominciato a parlare, aspetta una figlia, ma delude gli ideali cosmopoliti degli zii quando annuncia loro che lei e il marito faranno l'Aliyah, andando a vivere a Gerusalemme. Quando László viene informato che Harrison ha intenzione di ricominciare i lavori, in lui si riaccende l'ossessione. I due volano a Carrara per comprare il marmo con cui László vuole costruire l'altare al centro dell'Istituto. Concluso l'affare, László si unisce a una festa locale, ma Harrison lo sorprende nottetempo ubriaco e drogato tra i marmi della cava e lo stupra, accusandolo di essere un parassita e un drogato.
Tornato a Doylestown, László si chiude in sé stesso, trascurando Erzsébet, smettendo di frequentare la sinagoga e dedicandosi anima e corpo al completamento del progetto, arrivando a licenziare Gordon in un momento d'ira. Una sera, quando Erzsébet è colta dai dolori dell'osteoporosi, László, che si è accorto che le medicine della moglie sono finite, le somministra dell'eroina. I due hanno una notte di passione in cui László confessa alla moglie dell'abuso subito da Harrison. Tuttavia Erzsébet è colta da overdose e László la porta in ospedale. Erzsébet si salva e confessa al marito di voler raggiungere la nipote in Israele. Anche László acconsente. Tempo dopo, Erzsébet, in via di guarigione, si presenta a villa Van Buren e accusa di fronte a tutti Harrison dello stupro. Harry la rimuove di peso dalla stanza, per poi accorgersi che suo padre è sparito: dopo averlo cercato per tutta la tenuta, una squadra di soccorso setaccia palmo per palmo il cavernoso capolavoro architettonico di László, ormai quasi ultimato, non trovando tracce di Harrison.

### Epilogo
Nel 1980, alla 1ª Mostra internazionale di architettura di Venezia, viene dedicata una retrospettiva alle opere di László, ormai anziano e vedovo, tra cui l'Istituto Van Buren, terminato un decennio dopo i fatti. Zsófia, ora adulta, legge un discorso in sua vece, su come avesse progettato l'Istituto ispirandosi ai campi di sterminio dove lui ed Erzsébet erano stati rinchiusi, allo scopo di esorcizzare il trauma dell'Olocausto e la loro separazione. Conclude con una frase che lo zio soleva ripeterle: «conta la destinazione, non il viaggio».

## Produzione

### Sviluppo
Corbet ha citato come fonte d'ispirazione le opere di Winfried Sebald e V. S. Naipaul nel loro esplorare specifici avvenimenti e periodi storici attraverso la biografia di personaggi immaginari. Il primo tempo si intitola infatti L'enigma dell'arrivo, come un romanzo del 1987 di Naipaul. Ha scelto il brutalismo come metafora di «qualcosa che le persone non comprendono e quindi vogliono abbattere ed eradicare».
Corbet ha impiegato circa sei anni per ottenere i finanziamenti necessari a realizzare il film, prodotto da indipendente. Il budget è stato tra i 6 e i 10 milioni di dollari. Riguardo al realizzare un film epico in costume di più di tre ore per una cifra tutto sommato esigua, Corbet ha dichiarato: «Siamo andati a risparmio ovunque possibile per essere certi che ogni singolo centesimo si vedesse sullo schermo. È stato uno sforzo erculeo, non lo consiglio a nessuno [...] anni e anni di lavoro praticamente gratis». Tuttavia, ha anche ammesso che un budget ridotto gli ha garantito un livello maggiore di libertà creativa, potendo lavorare senza preoccuparsi di «quei produttori che non si fidano del regista e lo sommergono letteralmente di appunti. E alla fine esce una cosa sterile e impersonale. È la stessa differenza che c'è tra una ciotola presa al supermercato e il vasellame wabi-sabi».
Prima che lo slittamento delle riprese causasse cambiamenti nel cast, i ruoli principali erano stati affidati a Joel Edgerton (László), Marion Cotillard (Erzsébet), Mark Rylance (Harrison Lee) e Sebastian Stan (Harry Lee). Tra i ruoli minori, Cassidy, Martin, de Bankolé e Nivola hanno conservato i propri sin da principio, mentre Audrey doveva essere originariamente interpretata da Vanessa Kirby.

#### Scenografia

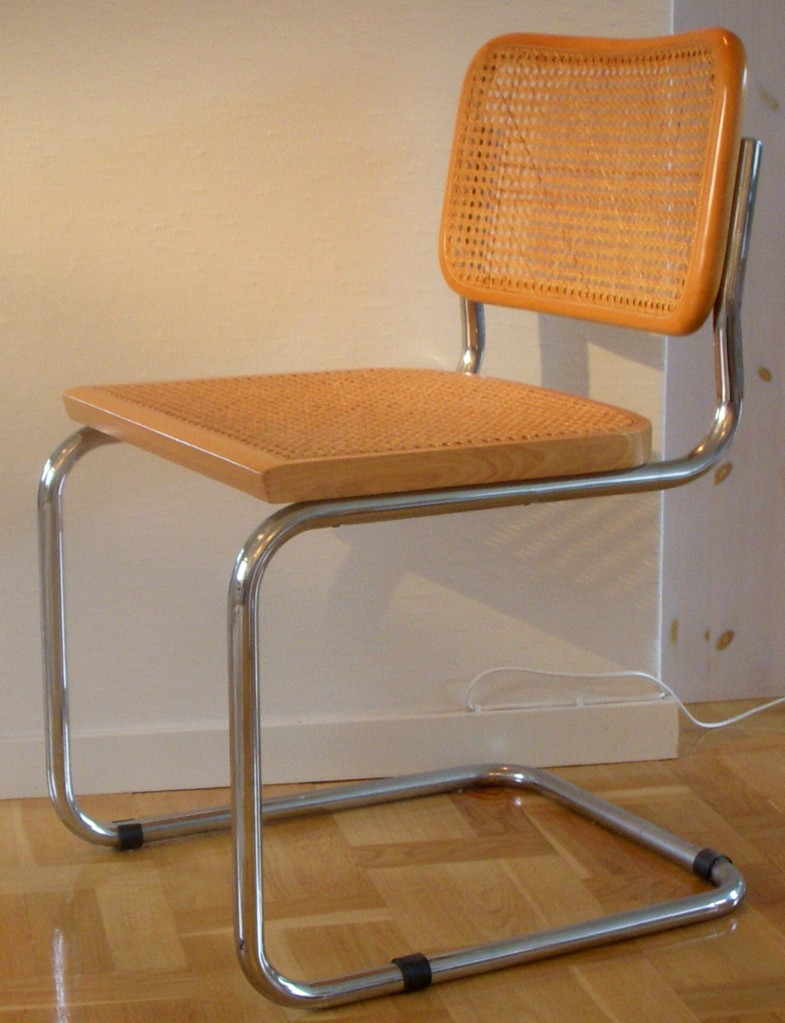
La sedia Cesca (1928) di Marcel Breuer, al cui design si ispira quella che László progetta nel 1948.

La scenografa Judy Becker, alla sua prima collaborazione con Corbet, si è occupata, oltre che della costruzione dei set, di immaginare l'aspetto delle due opere architettoniche di László: lo studiolo e l'Istituto Van Buren. Becker si è dedicata per prima a quest'ultimo, ma ha faticato a trovare l'ispirazione finché non ha fatto caso alla pianta a croce che ha ritrovato in diversi campi di concentramento nazisti, riproponendone il motivo come la "croce di luce" al centro dell'Istituto. La sceneggiatura infatti non descriveva l'Istituto nei particolari, se non come rappresentazione dell'orrore dei campi di sterminio. Dopo aver progettato l'edificio in modo che potesse essere costruito anche nella realtà, ne è stato poi realizzato un modellino alto circa tre metri. Appassionata di architettura brutalista, ma priva di fondamenti di architettura, Becker si è ispirata alle opere di Marcel Breuer e Tadao Andō, prestando però attenzione a renderlo abbastanza diverso da dare l'impressione che László fosse un architetto realmente esistito e con un proprio stile. Ha preso ispirazione da elementi di edifici modernisti come il Salk Institute di Louis Kahn, il Johnson Wax Building di Frank Lloyd Wright e lo Skyspace Lech di James Turrell.
Per lo studiolo, Becker ha dovuto immaginarne l'aspetto prima e dopo l'intervento di László: per il primo, si è servita degli arredamenti art déco che poteva reperire in Ungheria, location delle riprese, e tende rosse; per il secondo, ha optato per delle scaffalature in legno alte fino al soffitto che, aprendosi simultaneamente a 45º, spostano lo sguardo al centro della stanza, dove aveva posizionato una sedia cantilever di propria progettazione. Per quest'ultima, dal design simile alla sedia Cesca di Breuer, Becker ha scelto di usare tubi d'acciaio per le gambe e fettuccia in pelle per la seduta e l'appoggio, per comunicare una commistione tra Bauhaus e le sensibilità tipiche degli Stati Uniti di metà XX secolo, dato che il cuoio le ricordava le sedie a sdraio delle spiagge americane.
Arredamenti e oggetti di scena sono stati utilizzati per raccontare i personaggi senza ricorrere all'esposizione. Per esempio, la casa e il negozio in stile revival coloniale britannico di Attila rispecchiano i gusti dell'epoca e ne riflettono l'assimilazione. L'arredatrice di scena Patricia Cuccia ha fatto arrivare dal Canada dei mobili d'epoca per arredare il negozio di Attila, scegliendo anche carta da parati e tende che facessero «realizzare [a László]: benvenuto in America». In tutto sono costati circa 1000 dollari e sono stati presi su due noti siti di e-commerce. Becker ha dichiarato che lavorare con un budget ridotto non ha causato difficoltà a lei o alla sua équipe, che ha anzi potuto contare su un ampio livello di libertà creativa.

### Riprese
Le riprese, inizialmente previste per il 2020, sono state posticipate più volte, prima a causa dello scoppio della pandemia di COVID-19 in Europa e poi dell'invasione russa dell'Ucraina del 2022 che ha impedito di girare in Polonia, oltre che per impegni personali sopraggiunti al cast, come gravidanze o lutti familiari. Sono infine cominciate a Budapest il 16 marzo 2023, proseguendo poi a Carrara dal 29 aprile e si sono concluse il 5 maggio, durando in tutto 34 giorni. Le riprese sono state precedute da circa 12 settimane di location scouting di location ungheresi che ricordassero quanto più possibile gli Stati Uniti degli anni '50. La villa Van Buren era una tenuta di proprietà di una fondazione americana a due ore da Budapest, una delle poche di quel tipo in Ungheria.
Il film è stato girato dal direttore della fotografia Lol Crawley, alla sua terza collaborazione con Corbet, in pellicola 35 mm formato VistaVision. È stato il primo film statunitense girato in VistaVision dai tempi di I due volti della vendetta (1961) di e con Marlon Brando. Durante le riprese sono stati usati 87 039 metri di pellicola. Corbet ha voluto girare in VistaVision sia per ragioni filologiche, essendo il formato originario del decennio in cui è ambientato il film, sia perché è particolarmente adatto a un film sull'architettura, permettendogli di inquadrare "un palazzo di sei piani da cima a fondo con un semplice obiettivo 50 mm, come con un volto umano", senza distorsioni nei grandangoli. Le scene nelle cave carraresi sono state girate utilizzando solo la luce naturale, essendo proibito alla troupe portare generatori all'interno della cava.

### Post-produzione
Il film è stato montato da Dávid Jancsó, alla sua terza collaborazione con Corbet. La post-produzione si è svolta nel Regno Unito per ragioni fiscali, mentre lo sviluppo e la stampa della pellicola sono stati effettuati a Budapest, presso il NFI Filmlab. Avendo girato in VistaVision, Corbet ha potuto stampare il film in 70 mm per la distribuzione, giudicandolo un formato più adatto a un film epico. In tutto, tra riprese e post-produzione, Corbet è rimasto 22 mesi lontano dalla sua famiglia, tra cui la figlia di 10 anni.

#### Uso dell'IA
In fase di montaggio sonoro, l'accento di Brody e Jones nei dialoghi in ungherese è stato ritoccato tramite il software di intelligenza artificiale generativa Respeecher per correggere la pronuncia di determinate lettere o dittonghi. Inizialmente, la produzione aveva pensato di fare ridoppiare determinate parole a dei madrelingua, ma ha accantonato l'idea perché il risultato mancava di fluidità tra la voce originale degli attori e quella dei doppiatori. Jancsó, che è ungherese, ha fornito campioni della propria parlata, come anche Brody e Jones, a Reespecher, che ha quindi prodotto una versione dalla pronuncia corretta e con la voce degli attori dei passaggi interessati. L'IA generativa è stata usata anche per creare dei finti rendering «anni '80» dei progetti di László visibili durante la scena finale, ambientata proprio in quel decennio. Corbet ha difeso l'uso dell'IA generativa, controverso nel mondo dell'arte, definendo il processo come "interamente manuale" e fatto "col massimo rispetto" per il lavoro degli attori, che si erano allenati per mesi con la dialect coach Tanera Marshall prima delle riprese.

## Colonna sonora
Dopo la morte del suo compositore abituale Scott Walker nel 2019, Corbet ha deciso di affidare la colonna sonora del film a Daniel Blumberg, che aveva composto in precedenza per Mona Fastvold, co-sceneggiatrice di The Brutalist e moglie di Corbet, le musiche de Il mondo che verrà (2020). Corbet e Blumberg hanno puntato a un'idea di "film brutalista": «Pensavamo a una colonna sonora senza nulla di ornamentale. Una che risultasse sia minimalista sia massimalista. Che rappresentasse il movimento, in un certo senso. E che fosse creata solo con strumenti dell'epoca. [...] Oggi molti pensano a questi edifici come delle sorta di monoliti alieni, ma in realtà vengono da un periodo storico più alla Lucy ed io, una cosa che ho sempre trovato interessante». Blumberg ha optato per l'uso preponderante di ottoni come le trombe per evocare «un suono particolare, legato all'atmosfera dei cantieri», mentre per Epilogue (Venice), la traccia che accompagna la scena finale, ambientata negli anni '80, ha optato per un sintetizzatore, suonato da Vince Clarke.
In tutto, hanno lavorato per sette anni alle musiche, risultando in oltre due ore di composizioni. La traccia Construction, di genere sperimentale, è stata la prima che Blumberg ha composto. La scena iniziale dell'arrivo ad Ellis Island è stata coreografata e girata da Corbet seguendo le demo che Blumberg aveva fornito dell'ouverture, eseguita dai pianisti John Tilbury, Sophie Agnel e Simon Sieger, il trombettista Axel Dörner e il sassofonista Evan Parker, interpreti di molti dei brani della colonna sonora. Corbet ha fatto suonare a Blumberg sul set uno dei leitmotiv, Erzsébet, perché voleva che gli attori sentissero le musiche mentre recitavano; il sottofondo del passaggio di un treno presente nella scena ha finito per essere incorporato nella versione finale della colonna sonora.

### Tracce
L'album contenente la colonna sonora è stato pubblicato il 13 dicembre 2024, preceduto dai tre pezzi dell'ouverture il 22 novembre. 
Musiche di Daniel Blumberg; edizioni musicali Milan Records.
1. Overture (Ship) – 4:49
2. Overture (László) – 3:01
3. Overture (Bus) – 2:12
4. Chair – 1:44
5. Van Buren's Estate – 0:53
6. Library – 3:26
7. Jazz Club – 3:38
8. Porn – 2:11
9. Monologue – 2:38
10. Up the Hill – 1:11
11. Pennsylvania – 1:01
12. Bycicle – 2:55
13. Steel – 2:12
14. Intermission – 11:22
15. Erzsébet – 2:50
16. Handjob – 1:35
17. Bath – 1:02
18. Building Site – 4:31
19. Ribbon Cutting – 1:38
20. Picnic by the Lake – 1:52
21. Gordon's Dinner – 0:55
22. Looking at You – 1:00
23. Train Crash – 3:13
24. New York – 0:57
25. Stairs – 1:37
26. Carrara – 1:24
27. Marble – 2:08
28. Tunnel – 1:05
29. Construction – 2:50
30. Heroin – 3:33
31. Search Party – 3:21
32. Epilogue (Venice) – 2:55

Durata totale: 81:39

## Distribuzione

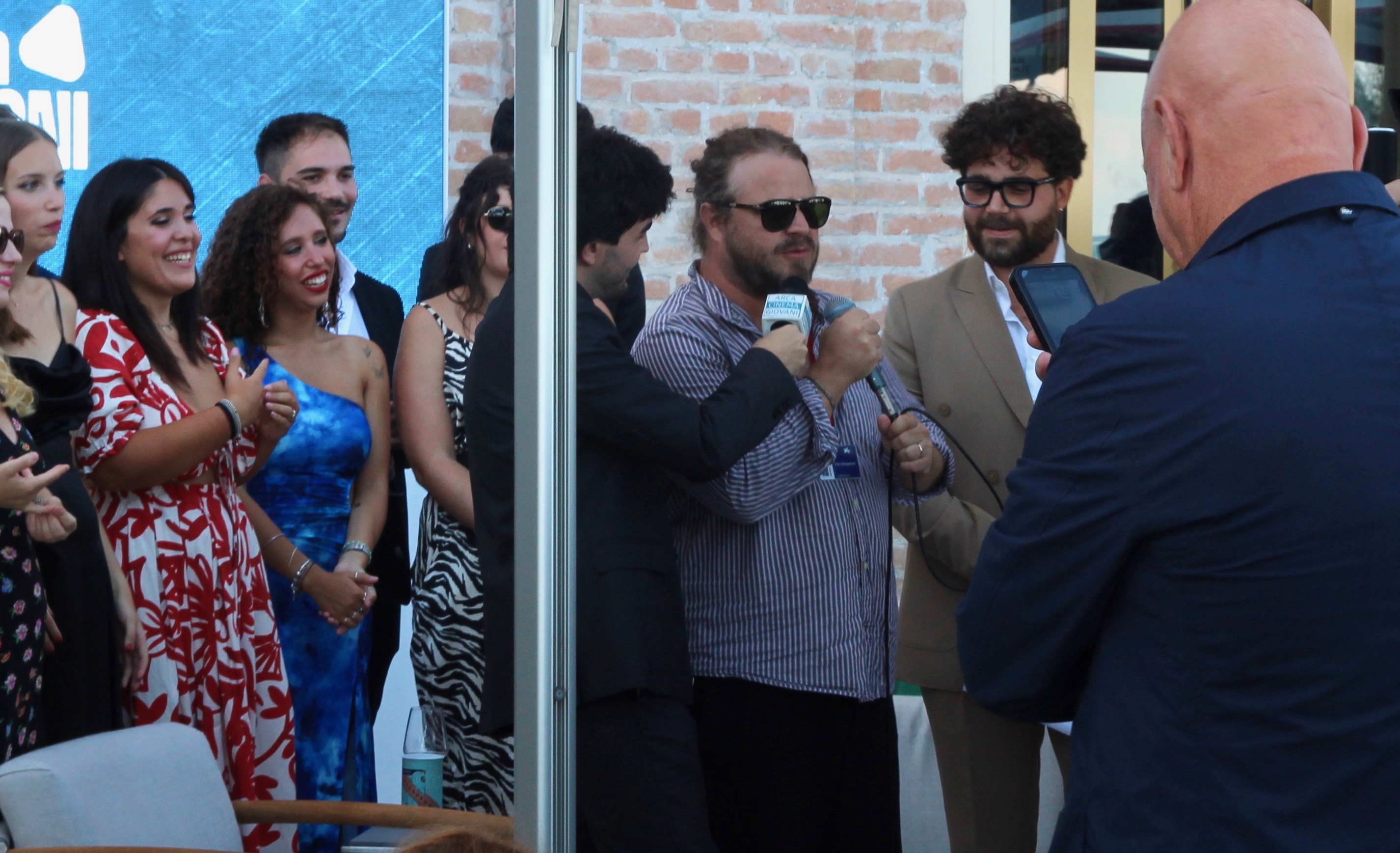
Il regista Brady Corbet riceve il premio Arca Cinema Giovani durante il Festival di Venezia 2024

Il film è stato presentato in anteprima mondiale il 1º settembre 2024 all'81ª Mostra internazionale d'arte cinematografica di Venezia. Ha poi avuto la sua anteprima nordamericana al Toronto International Film Festival il 6 settembre seguente. Lo stesso mese, l'A24 ne ha acquistato i diritti di distribuzione americani per una cifra stimata dai 5,5 ai 10 milioni di dollari, distribuendolo quindi nelle sale cinematografiche statunitensi a partire dal 20 dicembre 2024, anche in formato 70mm.
È stato distribuito nelle sale cinematografiche italiane da Universal Pictures International Italy dal 6 febbraio 2025, preceduto da anteprime in 70mm ai cinema Arcadia (Melzo), Quattro Fontane (Roma) e Lumière (Bologna) a partire dal 23 gennaio.

### Edizione italiana
La direzione del doppiaggio e i dialoghi italiani sono a cura di Gianni G. Galassi per conto della Laser Digital Film, che si è occupata anche della sonorizzazione. La consulenza per la lingua ungherese è stata affidata ad Àron Benedek Tóth.

## Accoglienza

### Incassi
Il film ha incassato 16279129 $ in Nord America e 34087986 $ nel resto del mondo per un totale di 50367115 $. In Italia ha incassato 2232662 €.

### Critica
Il film è stato accolto positivamente dalla critica. Sull'aggregatore di recensioni Rotten Tomatoes ha un indice di gradimento del 93% basato su 329 recensioni, con un voto medio di 8,7 su 10. Su Metacritic ottiene un punteggio di 90 su 100 basato su 57 recensioni. Alla sua presentazione alla Mostra del cinema di Venezia, ha ricevuto un'ovazione di 12 minuti.
Carlo Valeri di Sentieri selvaggi scrive che il film, pur muovendosi al limite dell'autocompiacimento e del virtuosismo, è comunque «innegabilmente straordinario» e il migliore di Corbet. Jacopo Gramegna di CineFacts scrive che «è animato da un respiro epico di portata monumentale, fondato su una ricerca artistica tanto stratificata da rendere necessario un processo di storicizzazione».

## Riconoscimenti
- 2025 – Premio Oscar[32]
  - Miglior attore ad Adrien Brody
  - Miglior fotografia a Lol Crawley
  - Miglior colonna sonora originale a Daniel Blumberg
  - Candidatura per il miglior film
  - Candidatura per il miglior regista a Brady Corbet
  - Candidatura per il miglior attore non protagonista a Guy Pearce
  - Candidatura per la miglior attrice non protagonista a Felicity Jones
  - Candidatura per la miglior sceneggiatura originale a Brady Corbet e Mona Fastvold
  - Candidatura per il miglior montaggio a Dávid Jancsó
  - Candidatura per la miglior scenografia a Judy Becker e Patricia Cuccia
- 2025 – Golden Globe
  - Miglior film drammatico
  - Miglior regista a Brady Corbet
  - Miglior attore in un film drammatico ad Adrien Brody
  - Candidatura per la migliore attrice non protagonista a Felicity Jones
  - Candidatura per il miglior attore non protagonista a Guy Pearce
  - Candidatura per la migliore sceneggiatura a Brady Corbet e Mona Fastvold
  - Candidatura per la migliore colonna sonora a Daniel Blumberg
- 2025 – Premio BAFTA
  - Miglior attore protagonista ad Adrien Brody
  - Miglior regista a Brady Corbet
  - Miglior colonna sonora originale a Daniel Blumberg
  - Miglior fotografia a Lol Crawley
- 2025 – Critics' Choice Awards
  - Miglior attore ad Adrien Brody
  - Candidatura per il miglior film
  - Candidatura per il miglior regista a Brady Corbet
  - Candidatura per il miglior attore non protagonista a Guy Pearce
  - Candidatura per la miglior sceneggiatura originale a Brady Corbet e Mona Fastvold
  - Candidatura per la miglior fotografia a Lol Crawley
  - Candidatura per il miglior montaggio a Dávid Jancsó
  - Candidatura per la miglior colonna sonora a Daniel Blumberg
  - Candidatura per la miglior scenografia a Judy Becker
- 2025 – Directors Guild of America Award
  - Candidatura per il Miglior regista cinematografico a Brady Corbet
- 2025 – Producers Guild of America Awards
  - Candidatura al Produttore del miglior film a Brady Corbet, Trevor Matthews, Nick Gordon, Brian Young, Andrew Morrison, Andrew Lauren, D. J. Guggenheim
- 2025 – Independent Spirit Awards
  - Candidatura per il miglior regista a Brady Corbet
- 2024 – Mostra internazionale d'arte cinematografica
  - Leone d'argento - Premio speciale per la regia a Brady Corbet
  - In concorso per il Leone d'oro
  - Premio ArcaCinemaGiovani - Miglior Film in Concorso “Venezia 81”
- 2024 – Chicago Film Critics Association Awards
  - Miglior film
  - Miglior attore ad Adrien Brody
  - Candidatura per il miglior regista a Brady Corbet
  - Candidatura per il miglior attore non protagonista a Guy Pearce
  - Candidatura per la miglior sceneggiatura originale a Brady Corbet e Mona Fastvold
  - Candidatura per la miglior fotografia a Lol Crawley
  - Candidatura per il miglior montaggio a Dávid Jancsó
  - Candidatura per la miglior colonna sonora originale a Daniel Blumberg
  - Candidatura per la miglior scenografia a Judy Becker
- 2024 – Gotham Independent Film Awards
  - Candidatura per la migliore interpretazione protagonista ad Adrien Brody
  - Candidatura per la migliore interpretazione non protagonista a Guy Pearce
- 2024 – New York Film Critics Circle Awards
  - Miglior film
  - Miglior attore protagonista ad Adrien Brody